# Desmatoneura meridionalis
Desmatoneura meridionalis är en tvåvingeart som först beskrevs av Hesse 1956.  Desmatoneura meridionalis ingår i släktet Desmatoneura och familjen svävflugor. Inga underarter finns listade i Catalogue of Life.